# Dicranomyia (Dicranomyia) luteipennis
Dicranomyia (Dicranomyia) luteipennis is een tweevleugelige uit de familie steltmuggen (Limoniidae). De soort komt voor in het Palearctisch gebied.